# Hongwu-kejsaren
Hongwu-kejsaren eller Zhu Yuanzhang (朱元璋; Zhū Yuánzhāng), född 1328, död 1398, var grundare av den kinesiska Mingdynastin och var dess första kejsare och regerade 1368 till 1398. Zhu Yuanzhang växte upp som fattig bonde och gjorde  på militära meriter klassresan hela vägen till kejsartronen som Hongwu-kejsaren. Han var duglig som ledare och gjorde genom reformer stora framsteg för lantbruket, produktionen och ekonomin. Han var även mycket grym och beordrade stora mängder avrättningar.

## Uppväxt
Zhu Yuanzhang föddes 1328 i Fengyang i Anhui i den mongoliskt styrda Yuandynastin som fattig bondson.
1344 var det torka i Huaifloden där familjen då bodde vilket ledde till svält och pest och att Zhu Yuanzhangs föräldrar och äldsta bror avled. Zhu Yuanzhang blev då novis i ett buddhistiskt tempel, varefter han blev tiggarmunk i Henan och Anhui. Han återvände senare till templet men lämnade livet som munk 1352 efter att templet brännas ner av Yuandynastins myndigheter. Zhu Yuanzhang anslöt sig då till den antimongoliska rebellrörelsen Röda turbanerna. Han gifte sig även med rebelledarens adoptivdotter Ma, vilket stärkte hans position i gruppen.
Zhu Yuanzhang steg snabbt i rang och blev snart ledare för de lokala rebellerna och på våren 1356 intog han staden Nanjing som därefter blev hans bas, och senare den nya dynastins huvudstad. 1361 blev han Hertig av Wu för att 1364 göra sig till Kung av Wu. 1365 till 1367 bekämpade han rivaler om makten i områdena i Yangtzeflodens nedre dal och Zhejiang. Efter att ledaren för de Röda turbanerna 1367 dött under märkliga former under ett besök hos Zhu Yuanzhang tillkännagav han att hade för avsikt att bli kejsare.

## Grundande avMingdynastin
Den 14 september 1368 intog Zhu Yuanzhangs styrkor Yuandynastins huvudstad Peking. Fem dagar tidigare hade den sittande kejsaren Toghon Temür lämnat Kina, och begav norr ut till Xanadu i sitt hemland Mongoliet. Zhu Yuanzhang hade redan 24 januari 1368 utropat sig som kejsare och etablerade regeringsperioden Hongwu (洪武) vars namn han också är känd under. Dynastin fick namnet "Ming" (明) som betyder "lysande". Hongwu-kejsaren hade nu gjort den totala klassresan från fattig bonde till kejsare över Kina, som i den kinesiska historien endast gjorts 1 570 år tidigare av Liu Bang (grundare av Handynastin 206 f.Kr.–220 e.Kr.).
Det var inte självklart för Hongwu-kejsaren att Nanjing skulle vara dynastins nya huvudstad, men efter att ha utvärderat många alternativa städer stannade han kvar i Nanjing och byggde sitt palats som blev färdigställt 1377, och han expanderade stadens stadsmur.

## Regeringstiden

Karta visande när de olika regionerna erövrades under Hongwu-kejsaren enande av Kina.

Hongwu-kejsaren fortsatte det stora pågående arbetet att eliminera att de separatiststyrkor som var spridda över landet. Staden Xanadu var intagen 1369. 1371 var Sichuan erövrat följt av Gansu 1372. 1381 var Yunnan under kontroll och 1387 var Liaodong taget. Det tog honom nästan 20 år att ena hela Kina.
Baserat på lagar från den tidigare Tangdynastin (618–907) skapade Hongwu-kejsaren Mingdynastins nya lagbok.
Kinas ekonomi var vid tiden för Mingdynastins bildande i katastrofalt skick efter Yuandynastins inbördeskrig mot rebeller och missväxt seden 1351. Hongwu-kejsaren genomförde ett stort ekonomiskt saneringsarbete om gjorde många reformer som syftade till att utveckla landets produktion och skapa bättre förhållande för bönderna. Dessa reformer stärkte landets ekonomi och resulterade till dramatisk utveckling av jordbruk, hantverk och tillverkningsindustri. Han stärkte även den kejserliga makten och skapade ett imperium med centraliserad byråkrati. Hongwu-kejsaren införde de oberoende "Tre kontoren" vilka var det administrativa förvaltningskontoret, det juridiska förvaltningskontoret och det militära förvaltningskontoret. Han införde De gula registren till folkbokföringen och Fiskfjällsregisren för att dokumentera jordegendomar. Hongwu-kejsaren minskade kostnaderna för försvaret genom Weisuo-systemet som byggde på att militären hjälpte till med sin försörjning och deltog i produktivt arbete under fredstid.
Han satte sina 23 söner som prinsar att styra över olika regioner varav Zhu Di fick titeln prins av Yan (dagens Peking), och han skulle komma att bli den mest kända sonen efter att han 1402 gjorde sig som kejsare över landet.
Hongwu-kejsaren uppförde en rad militära befästningar längs rikets norra gräns som skydd mot mongolerna. Dessa befästningar såsom t.ex. Jiayupasset, Juyongpasset, Gubeikou och Shanhaipasset skulle senare under Mingdynastin kopplas samman till den moderna kinesiska muren som vi ser den idag.
Hongwu-kejsaren var en hård och brutal kejsare som inte drog sig för att avrätta de som misshagade honom. 1380 försökte premiärministern mörda kejsaren för att själv undkomma avrättning, vilket han och hans familj inte gjorde efter det inträffade. Uppemot 100 000 personer blev avrättade under kejsarens regeringstid vilket gör honom till en av historiens grymmaste ledare, som motvikt för hans i övrigt goda egenskaper.

## Hongwu-kejsarens död och succession
Hongwu-kejsaren gjorde tidigt den äldste sonen Zhu Biao till tronarvinge. Olyckligtvis dog Zhu Biao ung så Hongwu-kejsaren gjorde Zhu Biaos äldste son Zhu Yunwen till ny tronarvinge. Hongwu-kejsaren dog 24 juni 1398 under sitt 31:a regeringsår efter en månads sjukdom, och efterträddes av Zhu Yunwen, som är mer känd under namnet Jianwen-kejsaren. Han begravdes i Xiaoling i Nanjing. Han fick postumt titeln Gaodi (高帝) och tempelnamnet Taizu (太祖).

## Regeringsperioder
- Hongwu (洪武) 1368–1398[21]

## Galleri

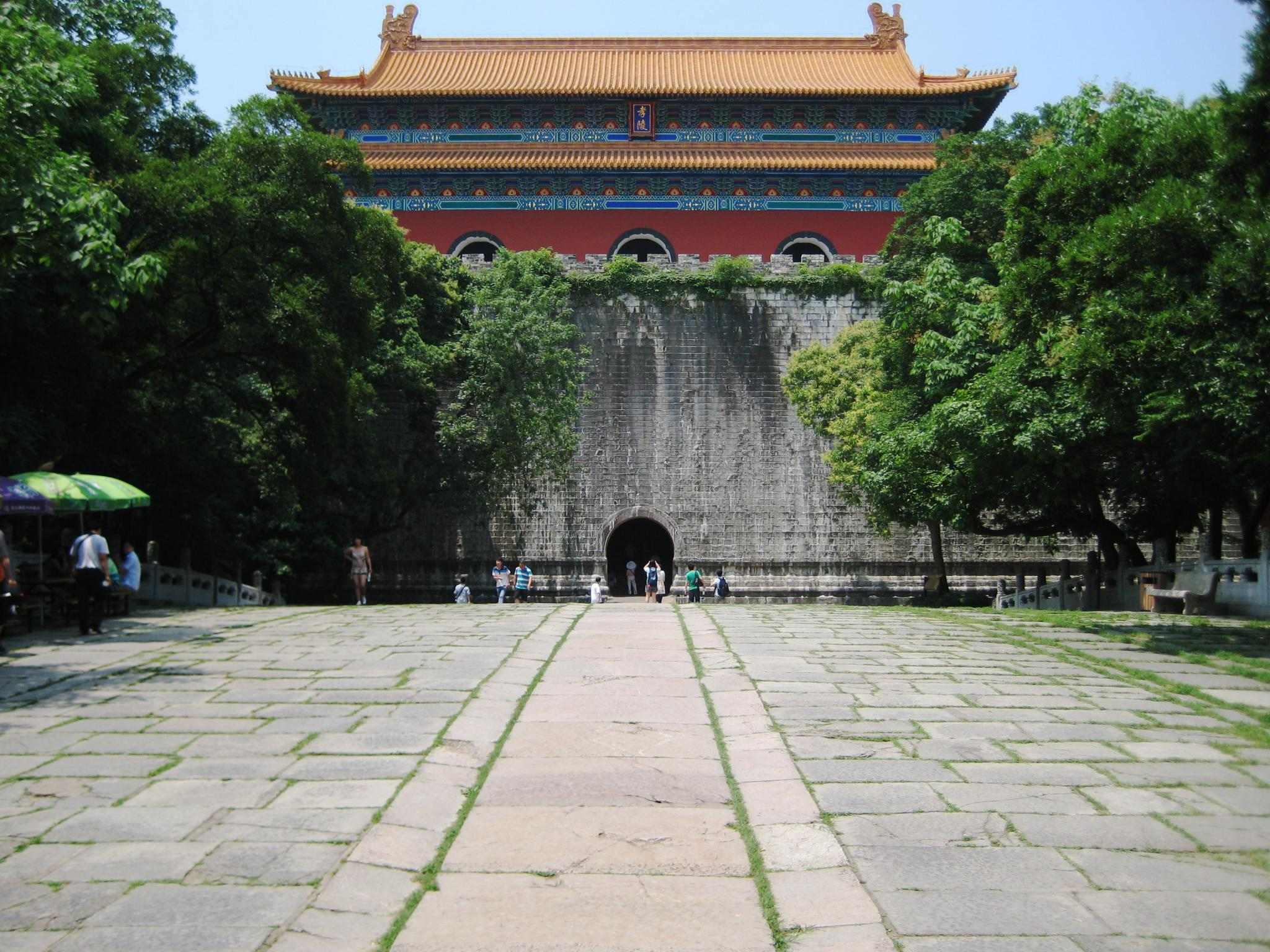
Hongwu-kejsarens mausoleum Xiaoling i Nanjing.
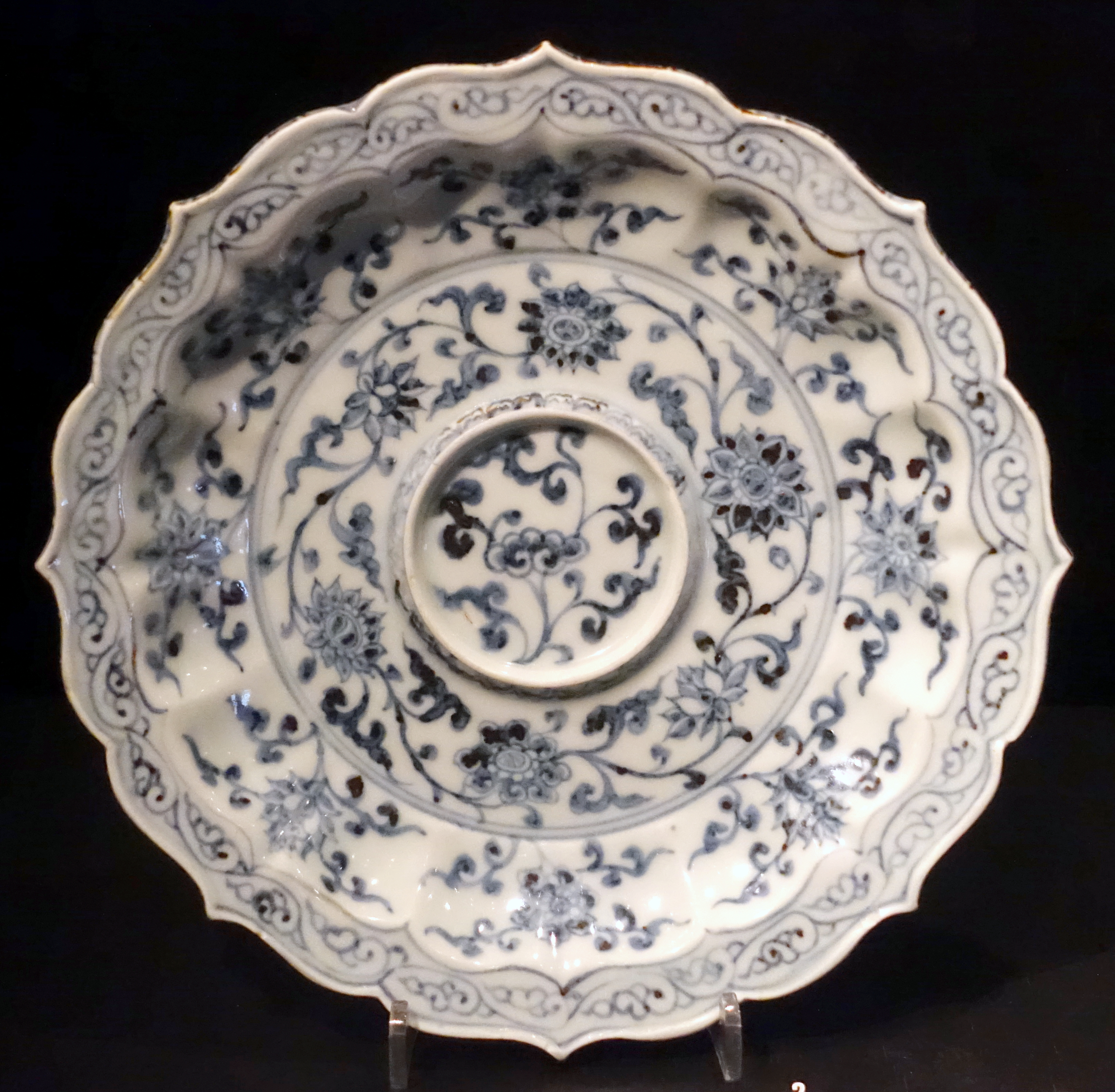
Porslin från Hongwu-kejsarens regeringstid. Utställt på Östasiatiska museet i Stockholm.
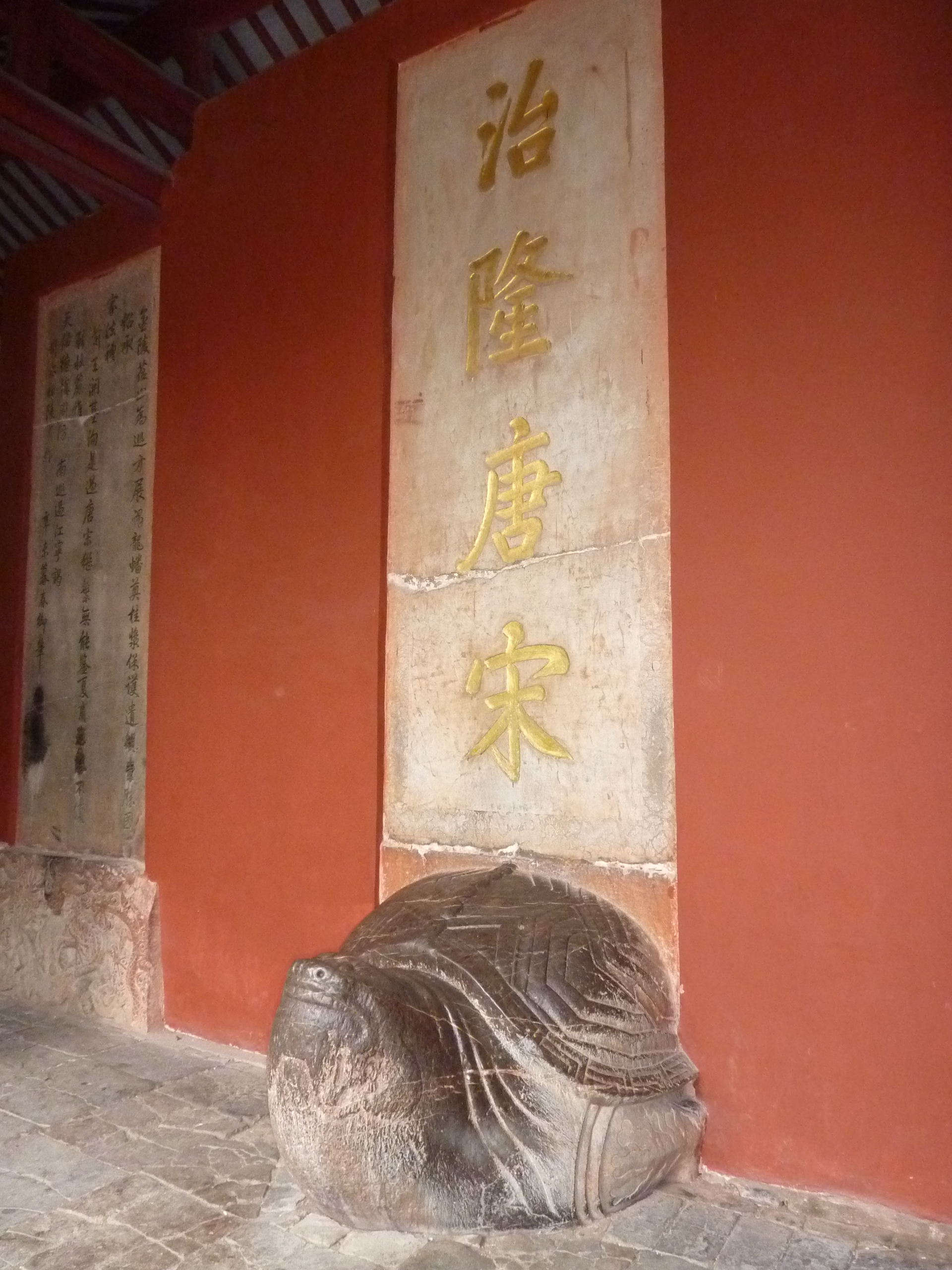
Stele rest i Xiaoling av Qingdynastins kejsar Kangxi för att hedra Hongwu-kejsaren.
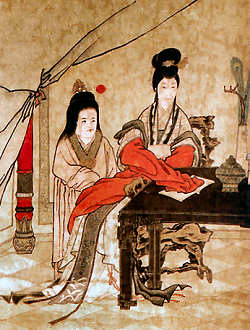
Hongwu-kejsarens första son kronprins Zhu Biao och kejsarinnan Ma.
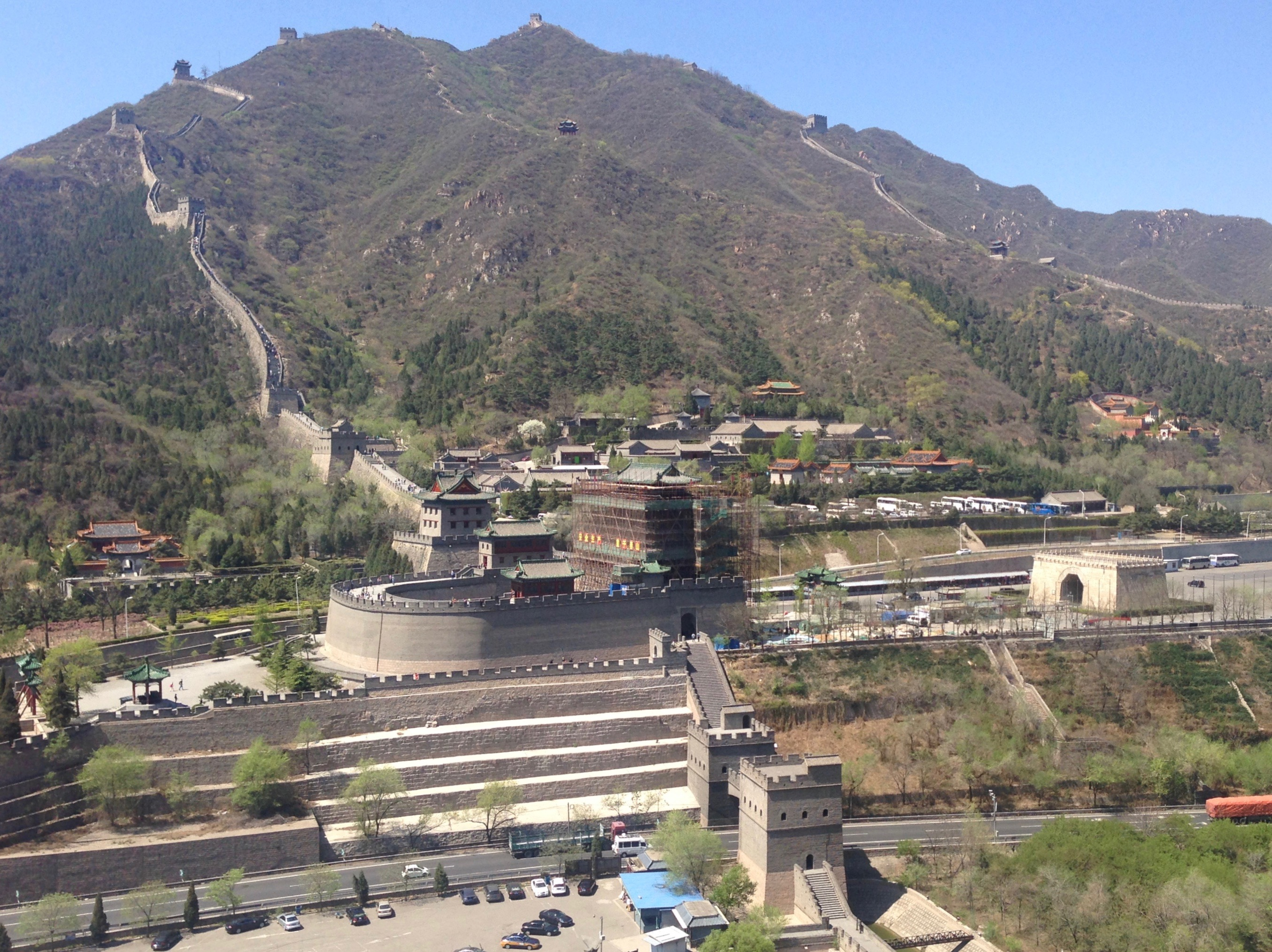
Juyongpasset norr om Peking som uppfördes i sitt nuvarande utförande av Hongwu-kejsaren.